# Diegten
Diegten es una comuna suiza del cantón de Basilea-Campiña, situada en el distrito de Waldenburgo. Limita al norte con la comuna de Tenniken, al este con Wittinsburg, Känerkinden y Läufelfingen, al sur con Eptingen, y al oeste con Bennwil y Hölstein.

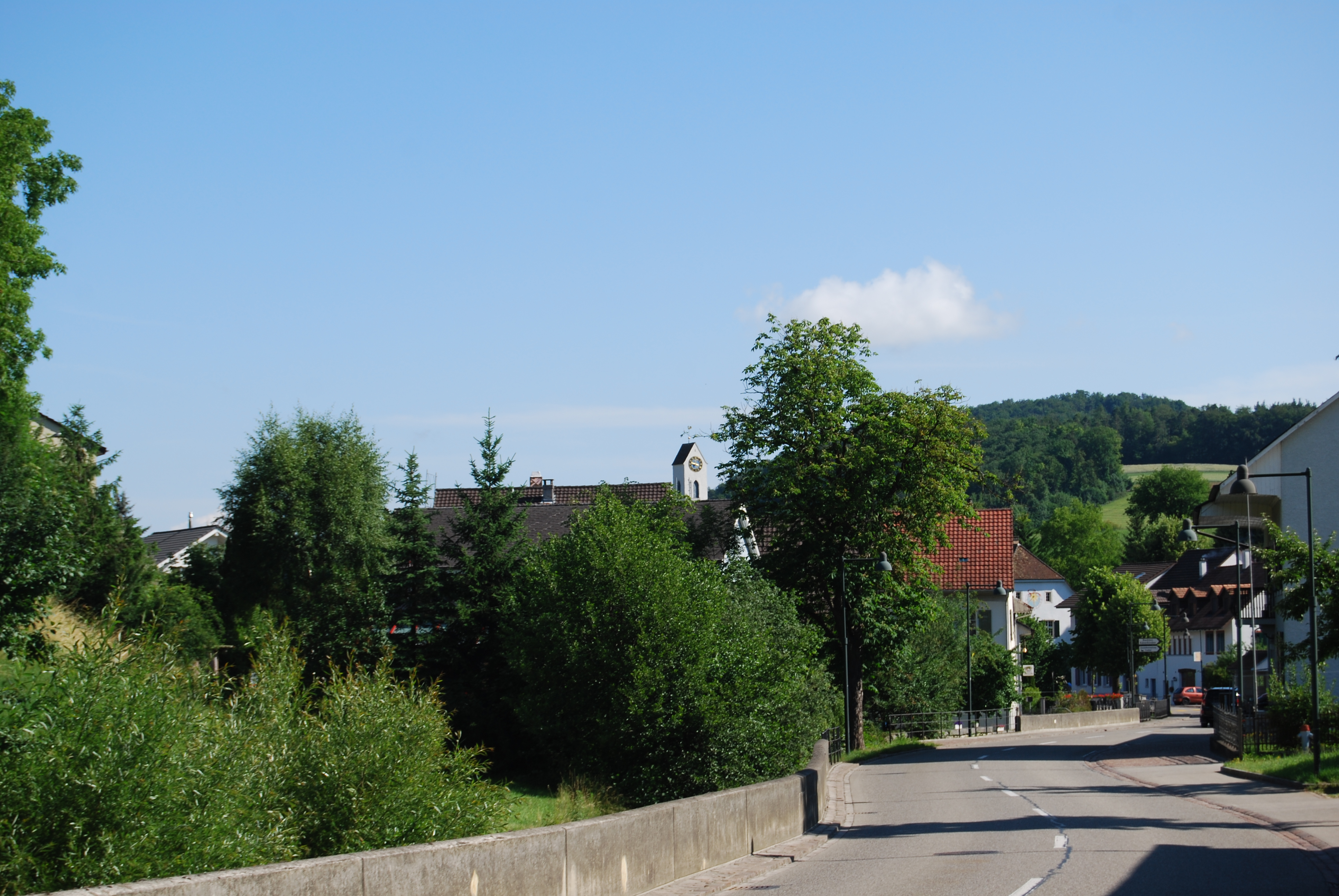
Diegten